# 鲁特甫拉·穆塔里甫
鲁特甫拉·穆塔里甫（維吾爾語：لۇتپۇللا مۇتەللىپ‎，；1922年—1945年9月18日），又称黎·穆塔里甫（Li Mutalifu），维吾尔族，新疆巩哈（今尼勒克县）人，革命诗人。

## 生平
1922年生于新疆伊犁巩哈。受到新思潮的影响，穆塔里甫积极要求上学。1932年，穆塔里甫离开家乡，来到伊宁的一所新式学校塔塔尔小学学习，四年之后考入伊宁俄罗斯中学。在俄罗斯中学，他开始阅读许多俄苏文学，包括普希金、莱蒙托夫、涅克拉索夫、托尔斯泰、高尔基、马雅可夫斯基等名家作品，以及一些苏联少数民族作家如维吾尔族诗人乌迈尔·穆罕穆迪、塔塔尔族诗人阿卜杜拉·托卡依、阿迪·塔合塔什等人的作品。
时间太匆忙，一点也不肯停留， 

岁月便是时间的最快脚步。 

湍急的流水，破晓的黎明依然清晰， 

疾驰的岁月却是窃取寿命的小偷。 

窃取后，头也不回地， 

一个追着一个，匆忙逃走。 

在青春的花园里听不到黄莺拍翅，

树叶枯萎凋零，树枝变成秃头。 

青春是人们最美妙的季节， 

然而它又是何等短暂。 

当你撕掉日历上的一页， 

便会预感到青春的花朵凋落了一瓣。 

岁月之风在飘舞，树叶掩盖了大地， 

落了叶的树显得格外可怜……格外凄惨。 

岁月那么慷慨地给姑娘们带来了皱纹， 

给男子们带来了满面的胡须。 

但是，不能咒骂岁月， 

让它流过去吧,这是它必然的规律…… 

人们不会放松时间， 

把戈壁变为绿洲的还是人们的双手。 

岁月的胸襟辽阔，机会无穷， 

山一般重大的事还是在岁月里耸立。 

你瞧，昨夜还那么幼小的婴儿， 

啊，今天他就会站起来走路了！ 

战斗的人们追随着战斗的岁月， 

一定会留下他战斗的子孙； 

昨晚为幸福而牺牲的烈士墓上， 

明天一定会布满悼念他的花丛。 

尽管岁月给我带来了胡须， 

但我会在岁月的怀抱里锻炼自己。 

在面前我败走的每个岁月里， 

早已铭刻了我的创作--不朽的诗篇。 

在斗争最激烈的时候我不会衰老， 

我的诗，象天空的繁星在我面前闪耀。 

我时时不能忘记，坚韧，果敢就是胜利， 

在斗争重重的陡坡上，死亡对我是何等渺小。 

我要跟射手们牵起手来，
 
在前进的道路上紧紧地跟随旗手。 

在战斗的疆场上始终不显出疲倦， 

我要走遍一切走向胜利的道路。 

岁月，你别得意地擂胸狂笑， 

在你面前我宁肯断头，绝不受你凌辱。 

你别为了催我衰老而过分的枉费心机， 

我会把我的儿子许给最后的战斗。 

岁月之海，尽管你的浪涛那样汹涌起伏， 

我们的舰队一定会突破你的浪头。 

尽管你以飞快的速度想恫吓我们， 

但是创造必定会使你衰老——

这就是我们对你的答复！ 

1930年代末，他开始文学创作。时值抗日战争，新疆各少数民族也开展了抗日救亡运动。1939年秋，穆塔里甫考入迪化的新疆省立师范学校。1941年到《新疆日报》任编辑，其间，茅盾正在迪化（今乌鲁木齐市）领导新疆的文化建设。茅盾在新疆宣传抗日救国，培养各族文化工作者，穆塔里甫常得茅盾的教诲。茅盾积极传播苏联文化，发表数篇论文介绍苏联文艺，比如《诚恳的希望》（载《新疆日报》1939年11月5日）、《二十年来的苏联文学》（载《新疆日报》1939年11月7日）等等。这些文章系统介绍了苏联文学发展史，并介绍了俄苏文学在华传播及在十月革命后对中国革命的影响。在此背景下，穆塔里甫接受了俄苏文学争自由、反专制、为人生的创作观点，写出许多战斗诗篇，还撰文宣传并研究俄苏文学。1940年秋，他在一篇文艺理论著作中谈到文学作品中典型的塑造，列举了普希金、高尔基等俄苏作家；他通过苏联出版的鲁迅作品俄文本接触到了鲁迅，从而称赞鲁迅是“我们的高尔基”。穆塔里甫、曼纳尼·克尤姆、阿卜杜卡德尔·祖农等少数民族知识分子，和当时在新疆任职的茅盾、张仲实、白大方、赵丹等汉族人士一道以讲座、演讲、报刊文章等形式宣传介绍鲁迅及其作品。1943年，在普希金逝世106年时，他写成《俄罗斯人民忠实的儿子——普希金》，介绍普希金，并赞扬俄国文学的民主精神及爱国主义。
1943年秋，他被国民党当局调到遍布特务的阿克苏专区，到阿克苏报社工作，不久便遭到警察局传讯及关押。获释后，他继续写诗文。“三区革命”爆发后，他很快和战友秘密成立了革命组织“星火同盟”，在阿克苏到处向群众演讲，以声援三区革命政府的斗争。正当他和战友策划武装起义时，因遭人举报，他被阿克苏的国民党当局逮捕。
1945年9月7日，“三区”方面的阿不都克里木·阿巴索夫率领民族军包围阿克苏，但是国军守将赵汉奇进行了有力反击，并在9月13日打破包围。在战斗期间，阿克苏方面还先后两次将监狱中关押的亲三区革命政权的人犯成批屠杀，第一次杀十六人，其中包括阿巴索夫的弟弟斯依提·阿巴索夫（Siyiti Abbas），第二次杀十二人，其中就包括知名的维吾尔族诗人穆塔里甫。1945年9月18日，他被阿克苏的国民党当局处决，年仅23岁。
1950年，中共阿克苏地委为穆塔里甫等22位被国民党反动派杀害的革命青年举行遗体安葬仪式，并且为穆塔里甫兴建了纪念碑。1956年8月，新疆维吾尔自治区人民委员会追认他为革命烈士。在文化大革命期间，穆塔里甫遭到诬蔑，被扣了许多罪名，引起新疆各族民众的义愤。文化大革命结束后，穆塔里甫获平反。1979年4月，中共新疆维吾尔自治区委召开大会，为穆塔里甫恢复了名誉。

## 作品
我们和战斗早就结成了亲密的朋友，

因此，我们的琴弦会奏出钢一般锵然的节奏，

唤醒大家，起来高呼“解放——自由”，

不错，昨天中国被侮辱为“鸦片鬼”，

它曾长久地沉湎在甜蜜梦境的深处。

瞧，它今天在根治，在洗涤内部的伤痕，

唾弃过去，为将来束紧了腰身，

像消毒一样消灭那些两面派卖国贼，

使战斗的琴弦和解放的歌声协调音韵，

征服着沉重的岁月，它毅然在向前飞奔。

为了解放，我们的胸膛像火焰一样燃烧，

在血的战场上我们举起了不知疲困的臂膀，紧握着刀，

为了获得丰收的战果，我们付出了不少的伤亡；

我们正在实现着伟大的理想，

我们敲着胜利的战鼓，不惜牺牲，为了解放。

为斗争举起的每条巨臂，每句语言都充满着胜利，

在这战斗的路上，一个倒下，成万的人站起，

为了建设新中国，我们用钢骨打下了根基；

为了使它更牢固，我们把骨头当作磐石，把血当成水泥，

我们还要奋斗，直到红色的花朵铺满了宇宙！

从1937年至1945年，鲁特甫拉的创作生涯只有短短八年。他汲取了俄苏文学中的文学服务社会以及革命性思想。他说:“斯大林称作家是塑造人的灵魂的匠师。这句话指出了作家以及文学作品的社会地位……革命文学也是反对暴虐势力、教育人民的武器。”他的作品关注社会人生。他的诗歌题材广泛，有赞颂劳动、自然的，如《奇曼》、《春恋》、《干吧，农民阿哥》等等；有追求真理、追求民主自由的，如《会给你生命》、《我这青春的花朵就会开放》等等；有提倡男女平等、赞颂妇女的，如《战斗的中国妇女》、《中国女儿——热合娜命令三月之风》等等；有颂扬革命的，如《给岁月的答复》、《冥想中的追求》等等。他的诗歌中最多的是表达抗日救国、抒发爱国情怀的，如《我们是新疆的儿女》、《中国》，抒情诗《我这青春的花朵就会开放》、《直到红色的花朵铺满了宇宙》、《我们在战斗》，散文诗《她的前途光明远大》等等。在坎坷的革命斗争中，他写下了《哀啸》、《冥想中的探索》、《弹唱吧，我的乐师》、《无题》，表达了自己内心的喜怒哀乐。他创作的著名诗歌还有《当突破黑暗，留下足迹的时候》、《列宁是这样教导的》、《五月——战斗之月》和长诗《爱与恨》等等，剧本有《战斗的姑娘》、《奇曼与英雄》、《暴风后的太阳》等等，杂文有《“皇帝”的苦闷》、《在死亡的恐怖中》等等。
穆塔里甫对同期的不少维吾尔知识分子影响很大。诗人阿布都热依穆·乌提库尔（1923年－1995年） 与穆塔里甫合作了戏剧 《青牡丹》 （1943年） ， 创作了抒情长诗《渴望新中国》（1942年）。维吾尔族抒情诗人艾合买提·孜亚依在《新疆日报》任职期间，和穆塔里甫同居一室，二人常讨论时局和文学，孜亚依深受穆塔里甫诗歌中战斗精神的影响。穆塔里甫去世以后，其影响仍不衰。汉族诗人刘萧无到新疆后，得知穆塔里甫的生平及诗作后，便开始研究穆塔里甫，成为将穆塔里甫介绍给全中国读者的第一个人。刘萧无在阿克苏收集了不少穆塔里甫的作品、轶事，很快便在《人民文学》上发表了介绍穆塔里甫的报告文学，还同时刊载了穆塔里甫的诗，这篇报告文学是《人民文学》介绍新疆少数民族作家的开端，在全中国激起极大反响。萧三后来编纂《革命烈士诗抄》时，便收录了穆塔里甫的诗歌。

## 纪念
鲁特甫拉·穆塔里甫和阿布都哈力克·维吾尔一样，对维吾尔近代文学产生了巨大的影响。他的精神更被后人所称颂，人们为此创作了纪念他的歌曲“Salam Lutpulla”（致鲁特甫拉）。20世纪末，这首歌曲又被灰狼艾斯卡尔改编为摇滚音乐，再一次引起轰动。艾斯卡尔把这首歌曲重新命名为“努甫拉”（或“努匍拉”），其实是Lutpulla的另一个汉语译名，指的同样是鲁特甫拉。
1959年中华人民共和国成立10周年时，刘萧无将穆塔里甫的事迹编成电影剧本《远方星火》 。1962年，新疆天山电影制片厂根据该剧本摄制了以穆塔里甫的生平、文学创作、革命活动为情节的故事片《远方星火》。
1962年11月某晚，苏联阿拉木图电视台播放纪念穆塔里甫的报道，还发表了纪念他的文章。文章称，新疆历来是维吾尔族的故乡，要继承穆塔里甫的事业，为创建维吾尔斯坦共和国而斗争。报道中还将患重病的铁衣夫阿吉（从新疆逃到苏联的东突人士）抬到现场，号召新疆人民推翻中国的民族压迫，创建东突厥斯坦共和国。当晚，新疆人民广播电台将该情况汇报给中共新疆维吾尔自治区党委宣传部副部长格尔夏，格尔夏又向林勃民（中共新疆维吾尔自治区党委书记兼宣传部部长）本人、王恩茂（中共新疆维吾尔自治区党委第一书记）的秘书作了汇报。翌日早晨，赛福鼎、林勃民、格尔夏来到王恩茂办公室开会，王恩茂说：“这是苏联策动边民外逃后的又一事件，他们现在利用纪念黎·穆塔里甫进行分裂我国，破坏民族团结的活动。我们也要纪念黎·穆塔里甫来反击苏联的破坏活动。”王恩茂还对穆塔里甫给予很高评价。当晚，影院播放了展现穆塔里甫事迹的电影《远方星火》，《新疆日报》也发表了穆塔里甫的一篇文章。

## 扩展阅读
- 黎·穆塔里甫，爱与恨（维吾尔文），新疆人民出版社，1952年
- 黎・穆特里夫，黎・穆特里夫诗选，克里木·赫捷耶夫 译，作家出版社，1957年
- 黎·穆塔里甫，黎·穆塔里甫诗文选，新疆人民出版社，1981年
- 鲁特甫拉·穆塔里甫文集（维吾尔文），新疆人民出版社，1983年
- 黎·穆塔里甫，黎·穆塔里甫诗文选，克里木·霍加、马树钧、刘发俊 译，新疆青少年出版社，2013年
- 肖天 绘、夏晨茹 撰文，黎·穆塔里甫（新疆历史画丛），新疆人民出版社，2009年
- 肖天 绘、夏晨茹 撰文，黎·穆塔里甫的故事（双语新疆历史画丛），新疆人民出版社，2010年
- 王保林、史习坤，中国少数民族现代文学，广西人民出版社，1989年
- 阿扎提·苏里坦，20世纪维吾尔文学史，新疆大学出版社，2001年
- 陈柏中，永不凋谢的“青春花朵”——重读黎·穆塔里甫的爱国诗篇，民族文学1997年
- 张越，维吾尔现代革命文学的开拓者——论诗人黎·穆塔里甫的创作
- 周政保，论维吾尔族爱国诗人鲁特夫拉·穆塔里甫，1979年3月
- 伊明·阿布拉，以笔为武器声援抗战的坚强斗士——纪念维吾尔族爱国诗人黎·穆塔里甫牺牲50周年，1995年